# Leif Haugen
Leif Haugen (22. september 1917 i Lillehammer – 26. februar 2001 i Lillehammer) var en norsk langrendsløber. Han repræsenterede Lillehammer Skiklub.
Haugen vandt 30 km i NM på ski i 1948. Han deltog under vinter-OL for Norge i 1948 i St. Moritz i 50km, men fuldførte ikke.